# Barroco italiano

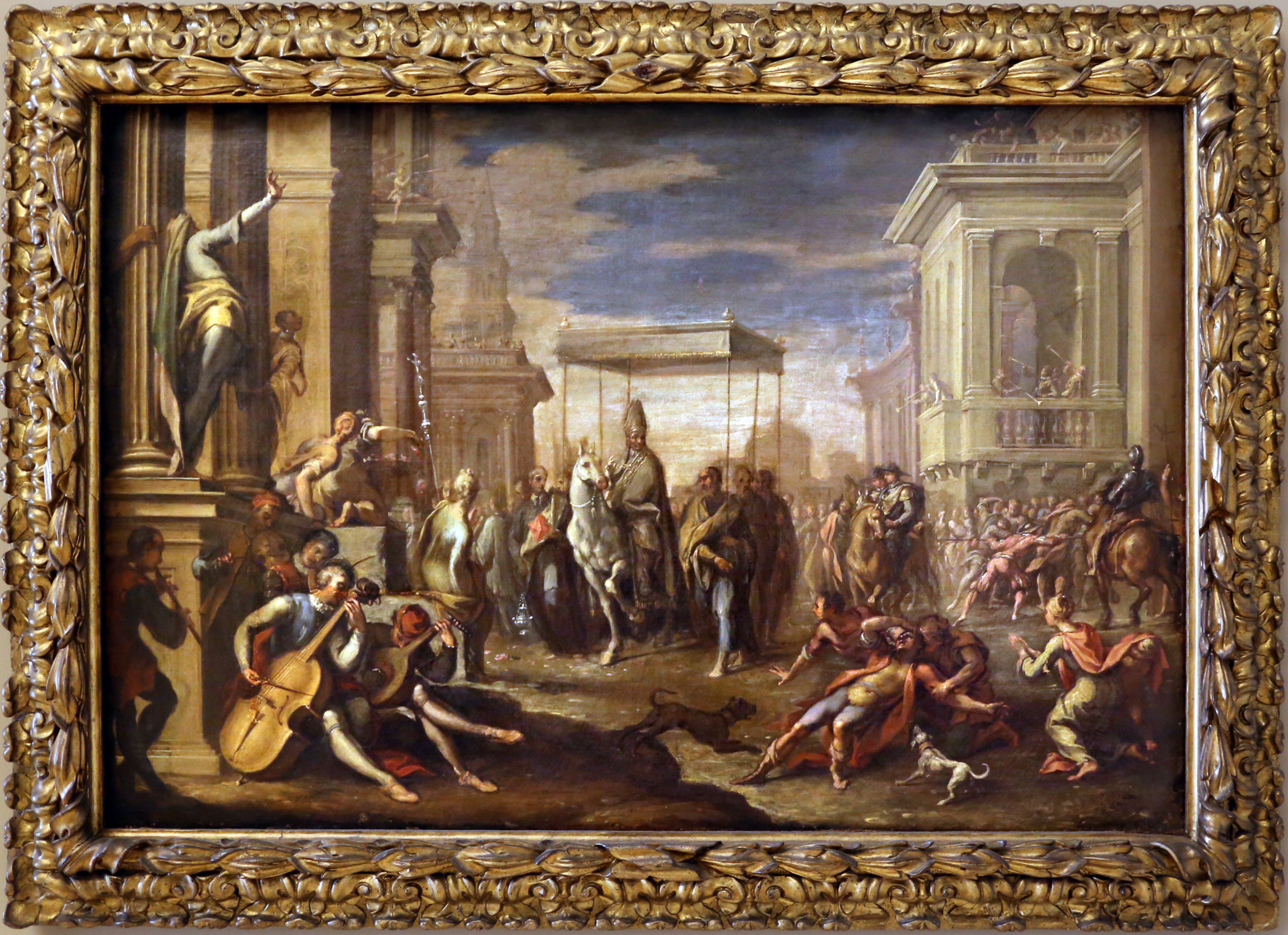
Sigismondo Caula, un miracolo di sant'ambrogio, 1670-75

O barroco italiano foi um estilo artístico da aparência, da cidadania e arquitetura que vigorou na Itália do século XVII até o XVIII.
Os artistas de Roma inauguraram o estilo barroco, que depois se expandiu para o resto da Europa. Nessa época, foram fundadas academias de arte para ensinar aos artistas as técnicas desenvolvidas na Renascença. Podia-se representar com perfeição o corpo humano visto de qualquer ângulo, desenhar a mais complexa perspectiva e reproduzir realisticamente qualquer aparência. O Barroco divergia do Renascimento, colocando a ênfase na emoção e não na racionalidade, no dinâmico e não no estático, como se os artistas barrocos pegassem as figuras da Renascença e as pusessem num redemoinho.
Três artistas, em diferentes meios, representaram com excelência o pináculo do Barroco italiano: o pintor Caravaggio, o escultor Bernini e o arquiteto Borromini.